# Polygoniodes
Polygoniodes là một chi bướm đêm thuộc họ Erebidae.